# Pseudopallene gilchristi
Pseudopallene gilchristi là một loài nhện biển trong họ Callipallenidae. Loài này thuộc chi Pseudopallene. Pseudopallene gilchristi được miêu tả khoa học năm 1928 bởi Flynn.